# 토미 스미스 (1980년)
토머스 윌리엄 스미스(Thomas William Smith, 1980년 5월 22일 ~ )는 잉글랜드의 전 축구 선수이다.